# Tadeusz Błażejewski
Tadeusz Błażejewski (ur. 7 grudnia 1944 w Wolborzu) – polski krytyk literacki, historyk literatury, profesor Uniwersytetu Łódzkiego.

## Życiorys
Urodził się w rodzinie inteligenckiej. Był synem Józefa Błażejewskiego i Heleny z domu Buchalskiej. Ukończył naukę w I Liceum Ogólnokształcącym im. Bolesława Chrobrego w Piotrkowie Trybunalskim (1962), a następnie filologię polską na Uniwersytecie Łódzkim (1967). Od 1967 pracował jako asystent na Uniwersytecie Łódzkim. Zadebiutował w 1969 jako recenzent książki „Pustelnia” S. Horaka. Następnie stale publikował recenzje i artykuły na łamach czasopism: „Nadodrze” (1969–1978), „Odgłosy” (1969–1988) gdzie w latach 1980–1981 był redaktorem literackim oraz w tytułach takich jak: „Prace Polonistyczne” (1969–1990), „Prasa Polska” (1969–1982), „Nowe Książki” (1970–1977), „Literatura” (1976–1980), „Życie Literackie” (1976–1989) i „Fakty” (1976–1983).
W okresie od 1971 do 1974 był lektorem języka polskiego i wykładowcą polskiej literatury na Uniwersytecie Humboldtów w Berlinie. W 1975 obronił pracę doktorską na Uniwersytecie Łódzkim, pt. „Władysław Kowalski (1894–1958). Zarys monograficzny życia i twórczości”, pisaną pod opieką naukową Zdzisława Skwarczyńskiego. W okresie od 1975 do 1978 był kierownikiem redakcji literatury pięknej Wydawnictwa Łódzkiego. Od 1979 należał do Związku Literatów Polskich, w 1981 pełniąc funkcję sekretarza zarządu Oddziału Łódzkiego. W latach 1987–1989 należał do zespołu redakcyjnego „Pisma Literacko-Artystycznego”, a następnie od 1990 do redakcji „Końca Wieku”. W późniejszym okresie został profesorem tytularnym Uniwersytetu Łódzkiego i kierownikiem Katedry Literatury Romantyzmu, Dwudziestolecia Międzywojennego i Literatury Współczesnej Uniwersytetu Łódzkiego oraz członkiem Łódzkiego Towarzystwa Naukowego.

## Publikacje
- Polityka i pióro. O Władysławie Kowalskim. Łódź: Wydawnictwo Łódzkie 1978
- Łódzkie środowisko literackie. Łódź: Krajowa Agencja Wydawnicza 1981
- Retorta Fausta. Szkice literackie. Łódź: Wydawnictwo Łódzkie 1981
- Jerzy Wawrzak. Sieradz: Wojewódzka Biblioteka Publiczna 1983
- Wokół „młodej prozy”. Warszawa: Książka i Wiedza 1985
- Literatura jak literatura. Szkice i notatki. Łódź: Wydawnictwo Łódzkie 1987
- Rysopis. Esej o młodej prozie. Łódź: Krajowa Agencja Wydawnicza 1987
- Współczesna Łódź literacka. Słownik autorów. Łódź: Krajowa Agencja Wydawnicza 1989
- Przemoc świata. Pisarstwo Leopolda Buczkowskiego. Łódź: Wydawnictwo Uniwersytetu Łódzkiego 1991[1]
- Traktat teologiczny. „Drugie Przyjście” Gustawa Herling-Grudzińskiego. Łódź: Łódzkie Towarzystwo Naukowe 1995
- Intertekstualna mgławica: (Młody poeta w zamku Leopolda Buczkowskiego). Kielce: Wyższa Szkoła Pedagogiczna im. Jana Kochanowskiego w Kielcach 1996
- Apokryf zsekularyzowany: ("Raport Piłata" Janusza Głowackiego). Łódź: Łódzkie Towarzystwo Naukowe 1996
- Kainowe piętno: („Według Judasza” Henryka Panasa). Łódź: Łódzkie Towarzystwo Naukowe 1997
- Historiozofia retoryczna: („Imiona władzy” Jerzego Broszkiewicza). Łódź: Łódzkie Towarzystwo Naukowe 1997
- Wiesław Jażdżyński. Gens 1998, ISBN 978-83-86285-41-9
- „Bramy raju” Jerzego Andrzejewskiego – retoryka obietnicy. Łódź: Łódzkie Towarzystwo Naukowe 1999
- Dowód z dawności. Łódź: Łódzkie Towarzystwo Naukowe 2000
- „Podrzucone” pisma. (apokryfy Józefa Łozińskiego). Akademia Świętokrzyska 2001
- Personalistyczny argument Hanny Malewskiej. Łódź: Łódzkie Towarzystwo Naukowe 2002
- Fragment o „Wariacjach pocztowych”. Łódź: Wydawnictwo Uniwersytetu Łódzkiego, 2002
- Historiozofia retoryczna. Formy paraboliczne i apokryficzne w polskiej prozie współczesnej. Łódź: Wydawnictwo Uniwersytetu Łódzkiego 2002, ISBN 978-83-7171-593-8.
- Diabeł w „Obłędzie” Jerzego Krzysztonia, Wyd. Uniwersytetu Łódzkiego, 2003

## Odznaczenia
- Srebrny Krzyż Zasługi (1985)[1].
- Nagroda Naukowa Łódzkiego Towarzystwa Naukowego (2009) – za osiągnięcia w dziedzinie nauk filologicznych[3].